# 雙棘副棘茄魚
雙棘副棘茄魚，為輻鰭魚綱鮟鱇目棘茄魚亞目棘茄魚科的其中一種，分布於中西大西洋的墨西哥灣海域，屬底棲性魚類，棲息深度100-400公尺，體長可達9.9公分，棲息在沙泥底質水域，生活習性不明。

## 扩展阅读
維基物種上的相關：雙棘副棘茄魚